# Marco Di Loreto
Marco Di Loreto (Terni, 28 settembre 1974) è un allenatore di calcio ed ex calciatore italiano, di ruolo difensore, tecnico della squadra Under-17 della Ternana.

## Carriera

### Giocatore
Inizia nelle giovanili della Narnese, con cui nel 1991-1992 esordisce nel Campionato Interregionale giocando 18 partite. Nell'annata successiva, in Eccellenza, segna il suo primo gol. Rimane a Narni, con la squadra nel frattempo risalita nel Campionato Nazionale Dilettanti, per altri due anni, mettendo insieme 29 partite e una rete nel 1993-1994 e 30 partite e due reti nel 1994-1995. Quindi nel 1995-1996 passa all'Arezzo, giocando 19 partite e segnando una rete.
A fine anno la compagine toscana viene promossa in Serie C2, e nel 1996-1997 con l'allenatore Serse Cosmi gioca 25 partite segnando una rete. Nel 1997-1998 gioca 30 partite, segna una rete e l'Arezzo sale in Serie C1; qui gioca 30 partite segnando una rete. Nel 1999-2000 gioca 16 partite in maglia amaranto prima di passare a metà stagione alla Viterbese, società all'epoca di proprietà di Luciano Gaucci, dove gioca altre 15 partite.
L'anno seguente la famiglia Gaucci lo dirotta a un altro club di loro proprietà, il Perugia, con cui va a debuttare in Serie A e dove peraltro ritrova Cosmi in panchina: Di Loreto è tra i protagonisti della rifondazione low cost della squadra umbra nell'estate 2000, ricostruita dai Gaucci puntando sull'esordiente Cosmi, su giovani e promettenti italiani prelevati dalle serie inferiori (oltre a lui anche Baiocco, Blasi, Liverani e Pieri) e su sconosciuti stranieri scovati in giro per il mondo. Nella sua prima stagione in massima serie il difensore gioca 29 partite e segna una rete. Nel 2001-2002 gioca 33 partite e segna una rete, mentre nel 2002-2003 segna 2 reti su 32 partite giocate. Quella del 2003-2004 è la sua annata più prolifica con 4 reti su 31 partite, tuttavia a fine campionato il Perugia perde lo spareggio interdivisionale contro la Fiorentina e retrocede in Serie B. Qui gioca 41 partite segnando 3 reti nella sua ultima stagione in Umbria, poiché a fine anno si trasferisce proprio alla Fiorentina, in Serie A, dove gioca 20 partite.
Nell'estate 2006 viene ceduto al Torino. Nella stagione 2006-2007 si guadagna il posto da titolare e gioca 23 partite; si conferma nel 2007-2008 con 29 partite e ancora nel 2008-2009 con 23 presenze, pur se quest'ultima annata si conclude con la retrocessione granata in Serie B. Ritrovatosi svincolato a fine campionato, rimane inattivo per qualche mese fin quando nel dicembre 2009 si accasa allo Sporting Terni, compagine di Serie D, dove chiude la carriera agonistica nel 2010.
Ha totalizzato complessivamente 220 presenze e 8 reti in Serie A e 37 presenze e 3 reti in Serie B.

### Allenatore
Nel 2010, terminata la carriera di giocatore partecipa a Coverciano al corso per diventare allenatore. Nello stesso anno diventa istruttore in una scuola calcio organizzata dalla società ternana Marmore in collaborazione con la Narnese.
Nel marzo 2011 è chiamato ad allenare la squadra Berretti del Foligno; frattanto, nel luglio seguente supera a Coverciano il corso per allenatore professionista di Seconda Categoria - UEFA A.
Dopo aver seguito gli Allievi Regionali del Perugia, nell'estate 2013 gli viene affidata la panchina della prima squadra del Castel Rigone, neopromosso in Lega Pro Seconda Divisione; il successivo 20 ottobre viene esonerato per divergenze societarie.
Per la stagione 2021-2022 guida la squadra Juniores dell'Olympia Thyrus, società dell'hinterland ternano, mentre nel giugno 2022 è chiamato ad allenare lo Sporting Terni, club neopromosso nel campionato umbro di Promozione. Nel gennaio 2023 subentra in corsa sulla panchina della Nestor di Marsciano, nel campionato umbro di Eccellenza.
Nell'estate 2024 passa alla guida della squadra Under-17 della Ternana.

## Statistiche

### Presenze e reti nei club
Statistiche aggiornate al 4 settembre 2017.
| Stagione        | Squadra         | Campionato      | Campionato | Campionato | Coppe nazionali | Coppe nazionali | Coppe nazionali | Coppe continentali | Coppe continentali | Coppe continentali | Altre coppe | Altre coppe | Altre coppe | Totale | Totale |
| Stagione        | Squadra         | Comp            | Pres       | Reti       | Comp            | Pres            | Reti            | Comp               | Pres               | Reti               | Comp        | Pres        | Reti        | Pres   | Reti   |
| --------------- | --------------- | --------------- | ---------- | ---------- | --------------- | --------------- | --------------- | ------------------ | ------------------ | ------------------ | ----------- | ----------- | ----------- | ------ | ------ |
| 2000-2001       | Perugia         | A               | 29         | 1          | CI              | 0               | 0               | Int.               | 1                  | 0                  | -           | -           | -           | 30     | 1      |
| 2001-2002       | Perugia         | A               | 33         | 1          | CI              | 3               | 0               | -                  | -                  | -                  | -           | -           | -           | 36     | 1      |
| 2002-2003       | Perugia         | A               | 32         | 2          | CI              | 6               | 0               | Int.               | 2                  | 0                  | -           | -           | -           | 40     | 2      |
| 2003-2004       | Perugia         | A               | 31+2       | 4          | CI              | 3               | 0               | Int.+CU            | 6+6                | 1+1                | -           | -           | -           | 48     | 6      |
| 2004-2005       | Perugia         | B               | 37+4       | 3          | CI              | 3               | 0               | -                  | -                  | -                  | -           | -           | -           | 44     | 3      |
| Totale Perugia  | Totale Perugia  | Totale Perugia  | 162+6      | 11         |                 | 15              | 0               |                    | 15                 | 2                  |             | -           | -           | 198    | 13     |
| 2005-2006       | Fiorentina      | A               | 20         | 0          | CI              | 3               | 0               | -                  | -                  | -                  | -           | -           | -           | 23     | 0      |
| 2006-2007       | Torino          | A               | 23         | 0          | CI              | 0               | 0               | -                  | -                  | -                  | -           | -           | -           | 23     | 0      |
| 2007-2008       | Torino          | A               | 29         | 0          | CI              | 3               | 0               | -                  | -                  | -                  | -           | -           | -           | 32     | 0      |
| 2008-2009       | Torino          | A               | 23         | 0          | CI              | 1               | 0               | -                  | -                  | -                  | -           | -           | -           | 24     | 0      |
| Totale Torino   | Totale Torino   | Totale Torino   | 75         | 0          |                 | 4               | 0               |                    | -                  | -                  |             | -           | -           | 79     | 0      |
| 2009-2010       | Sporting Terni  | D               | 35         | 1          | CI-D            | 0               | 0               | -                  | -                  | -                  | -           | -           | -           | 35     | 1      |
| Totale carriera | Totale carriera | Totale carriera | 292+6      | 12         |                 | 22              | 0               |                    | 15                 | 2                  |             | -           | -           | 335    | 14     |

## Palmarès

### Giocatore

#### Competizioni nazionali
- Campionato Nazionale Dilettanti: 1

Arezzo: 1995-1996 (girone E)

#### Competizioni internazionali
- Coppa Intertoto UEFA: 1

Perugia: 2003